# 마이클 코스털리츠
존 마이클 코스털리츠(영어: John Michael Kosterlitz, 히브리어: ג'ון מייקל (מיכאל) קוסטרליץ, 1943년 6월 22일 ~ )는 스코틀랜드계 미국인 물리학자이다. 미국 브라운 대학교 물리학 교수이자, 생화학자 한스 발터 코스털리츠의 아들이다. 데이비드 사울레스, 덩컨 홀데인과 함께 응집물질물리학에서의 공로를 인정받아 2016년 노벨 물리학상을 공동 수상하였다.

## 교육과 생애
스코틀랜드 애버딘에서 독일 유대인 망명자였던 생화학자 한스 발터 코스테리츠(Hans Walter Kosterlitz)와 한나 그레스호너(Hannah Gresshorner) 사이에서 태어났다. 케임브리지 곤빌 앤드 키스 칼리지(Gonville and Caius College, Cambridge)에서 1965년 학사 학위(B.A)를 받고나서 1966년 석사 학위(M.A)를 받았다. 1969년,  옥스퍼드 대학교 브래스노스 칼리지(Brasenose College, Oxford)에서 입자물리학에 관한 연구로 박사학위를 받았다.

## 연구

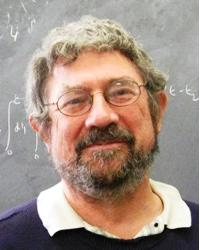
마이클 코스털리츠

이탈리아 토리노 대학교에서 박사후 과정을 거치고 나서 버밍엄 대학교에서 입자물리학 분야 연구 교수로 가게 되었다. 그 이후 코넬 대학교에서 데이비드 사울레스와 공동 연구를 진행하면서 위상결함(topological defect)에 의한 상전이를 연구하게 되었다. 1974년, 버밍엄 대학교 교수로 임명되었다. 처음에는 조교수에서 이후 부교수가 되었다. 1982년부터 브라운 대학교 물리학 교수로 재직하고 있다. 현재 핀란드 알토 대학교에 연구 교수로 머물고 있다.
응집물질물리학 이론에서 일,이차원 물리학, 상전이에서 불규칙 시스템, 전자 국소화와 스핀 글래스를, 그리고 임계 역학에서 융해와 응고를 연구하고 있다.

## 수상과 영예
2016년 노벨 물리학상을 공동수상하였으며, 영국 물리학회의 맥스웰상(Maxwell Medal and Prize)을 1981년 수상하였고, 2000년에는 코스털리츠-사울레스 전이의 연구를 통해 미국 물리학회의 라르스 온사게르상(Lars Onsager Prize)를 수상하였다. 1993년부터 미국 물리학회의 회원이다.